# Temporada de tifones del Pacífico de 2006
La temporada de tifones del Pacífico de 2006 fue una temporada de promedio a lo normal que produjo un total de 23 tormentas nombradas, 15 tifones y seis súpertifones. La temporada transcurrió a lo largo de 2006, aunque la mayoría de los ciclones tropicales suelen desarrollarse entre mayo y octubre. La primera tormenta de la temporada, Chanchu, se desarrolló el 9 de mayo, mientras que la última tormenta de la temporada,  Trami, se disipó el 20 de diciembre. Esta temporada también fue muy activa, costosa y mortal que la temporada anterior.
Durante la temporada, muchos tifones tocaron tierra con mayor intensidad. El tifón Saomai fue el tifón más poderoso que golpeó a China durante más de 50 años, como un tifón de categoría 4, responsable de más de 400 fallecimientos totales. El tifón Shanshan golpeó a Japón y se convirtió en el tifón más costoso esta temporada con un daño total de alrededor de $2.5 mil millones. Las Filipinas fueron alcanzadas por un total de seis tifones, que tuvieron el mayor número desde 1974. Los seis-tifones fueron responsables de más de 1.000 víctimas y varios millones de daños y perjuicios. El tifón Ioke, que se formó desde el Pacífico Central, ingresó a la cuenca y se convirtió en el huracán más fuerte del Pacífico Central. Además, se afirmó que la proporción de tifones intensos era de 0,73, que era la más alta desde 1970.
Dentro del océano Pacífico noroccidental, hay dos agencias quienes de forma separada asignan nombres a los ciclones tropicales de los cuales resultan en un ciclón con dos nombres. La Agencia Meteorológica de Japón nombra un ciclón tropical en el que se basarían en la velocidad de vientos sostenidos en 10 minutos de al menos 65 km/h, en cualquier área de la cuenca. Mientras que el Servicio de Administración Atmosférica, Geofísica y Astronómica de Filipinas (PAGASA) asigna nombres a los ciclones tropicales los cuales se mueven dentro o forma de una depresión tropical en el área de responsabilidad localizados entre 135° E y 115° E y también entre 5°-25° N, sí el ciclón haya tenido un nombre asignado por la Agencia Meteorológica de Japón. Las depresiones tropicales, que son monitoreadas por el Centro Conjunto de Advertencia de Tifones de Estados Unidos, son numerados agregándoles el sufijo "W".

## Pronósticos
| Fecha del pronósticos | Tormentas tropicales | Tifones totales     | Super tifones        | ACE     | Ref   |
| --------------------- | -------------------- | ------------------- | -------------------- | ------- | ----- |
| Promedio (1965–2005)  | 26.7                 | 16.9                | 8.6                  | 305     | [ 1 ] |
| 7 de marzo de 2006    | 27.1                 | 17.1                | 8.4                  | 298     | [ 2 ] |
| 5 de mayo de 2006     | 29.0                 | 18.6                | 9.2                  | 326     | [ 1 ] |
| 7 de junio de 2006    | 29.0                 | 18.6                | 9.0                  | 315     | [ 3 ] |
| 5 de julio de 2006    | 29.0                 | 18.6                | 10.0                 | 349     | [ 4 ] |
| 4 de agosto de 2006   | 29.0                 | 18.6                | 9.3                  | 325     | [ 5 ] |
|                       | Pronósticos          | Ciclones tropicales | Tormentas tropicales | Tifones | Ref   |
| Actividad actual:     | JMA                  | 39                  | 23                   | 15      |       |
| Actividad actual:     | JTWC                 | 28                  | 23                   | 15      |       |
| Actividad actual:     | PAGASA               | 20                  | 16                   | 10      |       |

Durante el año, varios servicios meteorológicos nacionales y agencias científicas pronostican cuántos ciclones tropicales, tormentas tropicales y tifones se formarán durante una temporada y / o cuántos ciclones tropicales afectarán a un país en particular. Estas agencias incluyeron el Consorcio de Riesgo de Tormenta Tropical (TSR) del University College de Londres, PAGASA y la Oficina Meteorológica Central de Taiwán. Algunas de las previsiones tomaron en cuenta lo sucedido en temporadas anteriores y las condiciones de La Niña que se observaron durante el año anterior.

### Pronósticos en la pretemporada
El 7 de marzo de 2006, Tropical Storm Risk emitió su primer pronóstico para la temporada en un rango extendido, pronosticando una temporada cercana a la media de 27 tormentas tropicales, 17 tifones y 8 tifones intensos. La Energía Ciclónica Acumulada (ACE)predicho fue alrededor de 298.

## Resumen de la temporada

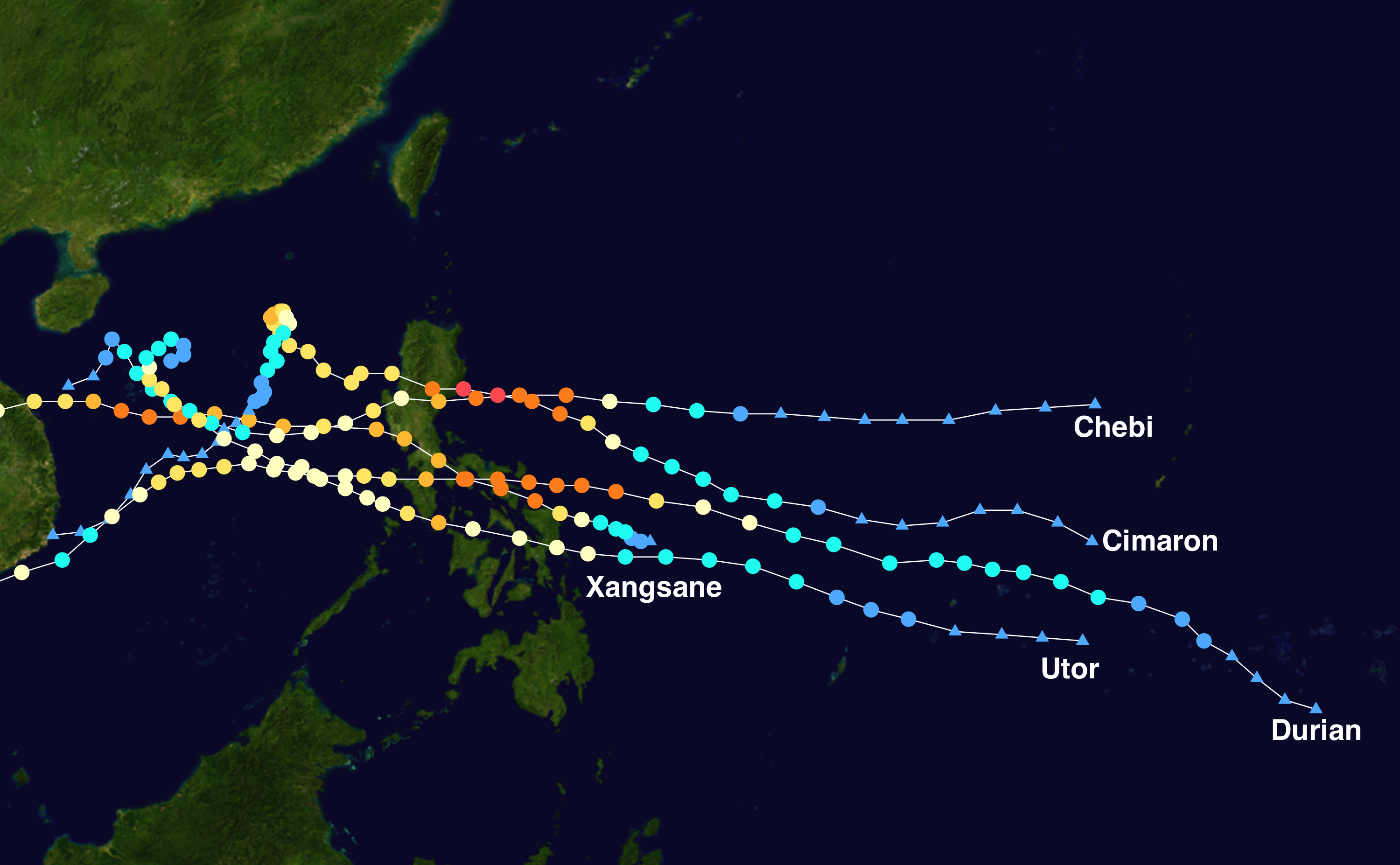
Seguimiento en formato de mapa de los cinco tifones sucesivos que azotaron Filipinas entre septiembre y diciembre de 2006. Los puntos muestran la ubicación de la tormenta en intervalos de 6 horas. El color representa las velocidades máximas sostenidas del viento de la tormenta según la clasificación de la escala de huracanes Saffir-Simpson, y la forma de los puntos de datos representa la naturaleza de la tormenta.

## Nombres de los ciclones tropicales
Dentro del océano Pacífico noroccidental, ambos la JMA y PAGASA asigna nombres a los ciclones tropicales que se forman en el Pacífico occidental, los cuales resultan en un ciclón tropical con dos nombres. El Centro Meteorológico Regional Especializado de la Agencia Meteorológica de Japón - Typhoon Center asigna nombres internacionales a ciclones tropicales en nombre del comité de tifones de la Organización Meteorológica Mundial, deben de ser revisados si tienen una velocidad de vientos sostenidas en 10 minutos de 65 km/h. Los nombres de ciclones tropicales muy destructivos son retirados, por PAGASA y el Comité de Tifones. En caso de que la lista de nombres para la región filipina se agote, los nombres serán tomados de una lista auxiliar en el cual los primeros diez son publicados en cada temporada. Los nombres no usados están marcados con gris y los nombres en negrita son de las tormentas formadas.

### Nombres internacionales
Los ciclones tropicales son nombrados de la siguiente lista del Centro Meteorológico Regional Especializado en Tokio, una vez que alcanzan la fuerza de tormenta tropical. Los nombres son aportados por miembros de la ESCAP/WMO Typhoon Committee. Cada miembro de las 14 naciones o territorios contribuyen con 10 nombres, que se usan en orden alfabético, por el nombre del país en inglés (p.ej. China, Federated States of Micronesia, Japan, South Korea, United States, etc.). Los siguientes 24 nombres son:
| - Chanchu - Jelawat - Eniwiar - Bilis - Kaemi - Prapiroon - Maria | - Saomai - Bopha - Wukong - Sonamu - Shanshan - Yagi - Xangsane | - Bebinca - Rumbia - Soulik - Cimaron - Chebi - Durian - Utor | - Trami - Kong-rey (sin usar) - Yutu (sin usar) - Toraji (sin usar) - Man-yi (sin usar) - Usagi (sin usar) |

#### Ciclones provenientes de otras regiones
Los ciclones que entran al Pacífico occidental provenientes de otras regiones (océano Índico, Pacífico Oriental y Central) conservan sus nombres originales y son designados numeralmente por la JMA.
| - Ioke |

### Filipinas
La PAGASA usa sus propios nombres para los ciclones tropicales en su área de responsabilidad. Ellos asignan nombres a las depresiones tropicales que se formen dentro de su área de responsabilidad y otro ciclón tropical que se mueva dentro de su área de responsabilidad. En caso de que la lista de nombres dadas a un año sean insuficientes, los nombres de la lista auxiliar serían tomados, los primeros diez de los cuales son publicados cada año antes que la temporada empiece. Los nombres no retirados serán usados en la temporada del 2010. Esta es la misma lista usada en la temporada del 2002, con la excepción de Glenda que reemplazó a Gloria. Los nombres no usados están marcados con gris.
| - Agatón - Baysang - Caloy - Domeng - Ester | - Florita - Glenda - Henry - Inday - Juan | - Katring - Luis - Milenyo - Neneng - Ompong | - Paeng - Queenie - Reming - Seniang - Tomás | - Usman (sin usar) - Venus (sin usar) - Waldo (sin usar) - Yayang (sin usar) - Zeny (sin usar) |

Lista auxiliar

| - Agila (sin usar) - Bagwis (sin usar) | - Chito (sin usar) - Diego (sin usar) | - Elena (sin usar) - Felino (sin usar) | - Gunding (sin usar) - Harriet (sin usar) | - Indang (sin usar) - Jessa (sin usar) |

### Nombres retirados
- El 24 de diciembre de 2006, el Comité de Tifones retiró los nombres Chanchu, Bilis, Saomai, Xangsane y Durian. Fueron reemplazados por Sanba, Maliksi, Son-Tinh, Leepi y Mangkhut, respectivamente.
- El 16 de noviembre de 2007, la Administración de Servicios Atmosféricos, Geofísicos y Astronómicos de Filipinas había declarado que los nombres de Milenyo y Reming se retirarían ya que habían causado más de un millón de pesos filipinos y más de 300 fallecimientos totales. Posteriormente fueron reemplazados en la lista con Mario y Ruby. Ambos nombres, sin embargo, fueron retirados después de la temporada de 2014, siendo reemplazados por Maymay y Rosita para la temporada de 2018 respectivamente.